# Mycodrosophila stigma
Mycodrosophila stigma är en tvåvingeart som beskrevs av Bock 1980. Mycodrosophila stigma ingår i släktet Mycodrosophila och familjen daggflugor. Inga underarter finns listade i Catalogue of Life.